# Anaideia
Anaideia o Anedea (en griego Ἀναιδεία, Anaideía, en jónico épico Ἀναιδείη, Anaideíe) es una palabra griega cuyo significado es «desvergüenza, provocación o irreverencia». Está formada por la partícula privativa «α-» y es sustantivo αἰδώς (aidós), «modestia, pudor o reverencia». 

## En la mitología
En la mitología griega, Anaideia o Anedea es el nombre dado a la personificación de la desvergüenza o impudencia (lo opuesto al pudor). Como tal solo es mencionada por un autor. No se le asocia ninguna filiación y su antónimo mitológico sería el Pudor (Αἰδώς, Aidós) o la Piedad (Έλεος, Éleos).
«Está también una colina llamada Areópago porque Ares fue juzgado allí por primera vez, y ya he expuesto la leyenda de que mató a Halirrotio y por qué; dicen que después fue juzgado Orestes por el asesinato de su madre. Hay un altar de Atenea Area, que consagró cuando fue absuelto. A las piedras no labradas sobre las que están en pie los acusados y los acusadores, a una la llaman Hibris («insolencia») y a la otra Anedea («impudencia»)».

## En la filosofía
La anaideia constituye uno de los tres rasgos básicos de la figura de los filósofos cínicos, junto con la adiaforía o indiferencia, (situar un amplio espacio de costumbres al margen de un juicio moral sobre el bien o el mal), y la parresía o franqueza y libertad en el hablar. 
Es la anaideia la que lleva a la comparación de estos filósofos con los perros (o κυων -kion-), de donde deriva la palabra cínico; ya que como estos nobles animales que viven con los humanos pero mantienen sus costumbres naturales, los filósofos cínicos se comportan sin pudor, con irreverencia y desparpajo, siguiendo la satisfacción de sus necesidades tanto físicas como espirituales.